# Тшцянне (гміна)
Гміна Тшцянне (пол. Gmina Trzcianne) — сільська гміна у східній Польщі. Належить до Монецького повіту Підляського воєводства.
Станом на 31 грудня 2011 у гміні проживало 4584 особи.

## Територія
Згідно з даними за 2007 рік площа гміни становила 331.64 км², у тому числі:
- орні землі: 43.00%
- ліси: 22.00%

Таким чином, площа гміни становить 23.99% площі повіту.

## Населення
Станом на 31 грудня 2011:
| Опис     | Загалом | Загалом | Чоловіки | Чоловіки | Жінки | Жінки |
| -------- | ------- | ------- | -------- | -------- | ----- | ----- |
| одиниця  | осіб    | %       | осіб     | %        | осіб  | %     |
| все      | 4584    | 100     | 2343     | 51.11    | 2241  | 48.89 |
| міське   | 0       | 100     | 0        |          | 0     |       |
| сільське | 4584    | 100     | 2343     | 51.11    | 2241  | 48.89 |

## Сусідні гміни
Гміна Тшцянне межує з такими гмінами: Візна, Ґоньондз, Єдвабне, Завади, Крипно, Монькі, Радзілув, Тикоцин.